# ماردة (الفلبين)
مَارِدَة (بالإسبانية: Mérida)‏ بلدية تقع بمقاطعة ليتة بالفلبين. بلغ عدد سكانها 25.326 عام 2000.